# 그루트 (맥주)

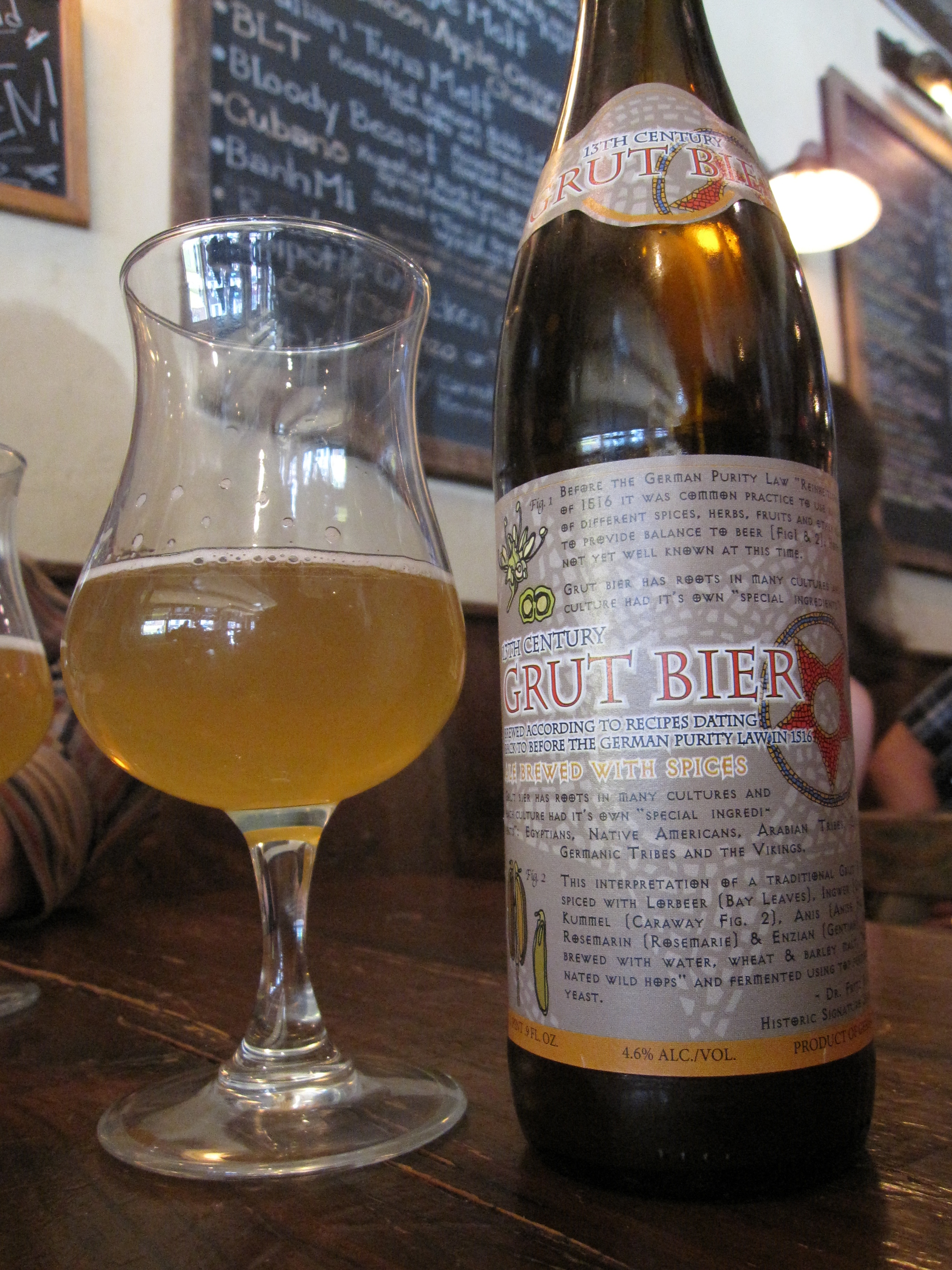
그루트를 넣은 맥주.

그루트(독일어: Grut) 또는 흐라위트(네덜란드어: gruit)는 맥주의 쓴맛과 향미를 주기 위해 넣는 허브 혼합물이다. 홉이 쓰이기 이전에 주로 쓰였다.

## 역사
‘그루트’라는 단어는 서게르만어에서 왔다. 제일 오래된 기록은 10세기까지 거슬러 올라간다. 11세기 신성 로마 제국 황제 하인리히 4세는 자신의 영토에서 파는 맥주에는 각 지역의 그루트를 넣도록 강제했고 그루트의 생산과 판매의 독점권(Grutgerechtigkeit)을 부여했는데, 이는 사실상 맥주의 판매량을 통제하고 세금을 걷는 것이었다.
16세기에는 대부분의 유럽에서 그루트가 홉으로 대체되었다. 16세기 영국에서는 아직 홉이 대중적이지 않아서 홉이 있는 맥주를 ‘비어(beer)’, 홉이 없는 것을 ‘에일(ale)’이라 구분해서 부르기도 했다.